# الوحدة 400
الوحدة 400 هي وحدة عمليات خاصة سرية تابعة لقوة القدس الإيرانية (فرع من الحرس الثوري الإسلامي )، وتتخصص في الهجمات الإرهابية والاغتيالات وعمليات الاختطاف والتخريب. تأسست حوالي عام 2012، وتعمل تحت الإشراف المباشر للمرشد الأعلى الإيراني، آية الله علي خامنئي. وقد صنفتها الولايات المتحدة كيانا إرهابيا.

## القيادة والبنية

### الشخصيات الرئيسية

#### حامد عبداللهي
حامد عبداللهي هو قائد الوحدة 400، وتم تصنيفه من قبل الولايات المتحدة في عام 2012 لدعمه للإرهاب.

#### ماجد علوي
ماجد علوي هو شخصية عسكرية واستخباراتية إيرانية رفيعة المستوى وله تاريخ في الأدوار القيادية في فيلق القدس والمشاركة في العمليات السرية. وهو نائب وزير الاستخبارات الإيراني السابق، الذي قاد الوحدة وارتبط بمؤامرات مثل محاولة اغتيال بانكوك عام 2012 التي استهدفت دبلوماسيين إسرائيليين.

### السياق التنظيمي
تعمل الوحدة 400 كوحدة عمليات خاصة سرية ضمن قوة القدس الإيرانية، وهي فرع من الحرس الثوري الإسلامي. إن هيكلها ودورها مدمجان ضمن شبكة أوسع من وحدات الحرس الثوري الإسلامي - قوى القدس الأخرى (على سبيل المثال، الوحدة 340 ، 12000، 700)، وكل منها متخصصة في مجالات جغرافية أو عملياتية متميزة.

## أسلوب العمل والوصول العالمي
يعمل الحرس الثوري الإسلامي الإيراني، وتحديداً الوحدة 400 من قوة القدس، على تجنيد مواطنين أفغان لتنفيذ مهام انتحارية تستهدف الإسرائيليين، بالتعاون مع تنظيم القاعدة في هذه الجهود. ومن بين الشخصيات الرئيسية في هذا التجنيد حسين رحماني ، وحسين رحبان ، وحامد عبد اللهي، وعلي رضا تاجيك ، الذي تورط في محاولة اغتيال رجل الأعمال الإسرائيلي الجورجي إيتسيك موشيه في تبليسي عام 2022. وتم إحباط مؤامرات مماثلة في أذربيجان وقبرص واليونان ، مما يشير إلى استراتيجية أوسع نطاقا من جانب إيران لتوظيف عملاء أفغان وباكستانيين ضد أهداف إسرائيلية. ويؤكد هذا التعاون على التقارب في المصالح بين إيران والقاعدة وحركة طالبان، متجاوزين بذلك الاختلافات الإيديولوجية للتركيز على التحرك ضد إسرائيل.

### أنشطة
- توفير الأسلحة والتدريب والتمويل لمجموعات مثل حزب الله والمسلحين الشيعة العراقيين والمتمردين الأفغان.[1][7]
- مؤامرات منظمة مثل محاولة اغتيال بانكوك عام 2012 والمحاولة الفاشلة عام 2011. اغتيال السفير السعودي في واشنطن العاصمة ، حيث تسلل مكتب التحقيقات الفيدرالي إلى العملية.[1]
- يحافظ على خلايا نائمة في أفريقيا ( تشاد، غانا، النيجر ) ويقوم بتجنيد عملاء في آسيا الوسطى والقوقاز.[1][10]
- البنية التحتية الأجنبية: استخدام عملاء طاجيكيين وشيشانيين وقرغيزيين تحت غطاء تجاري أو دبلوماسي. ومن بين المعالجين البارزين محمد ميرزوشوف (طاجيكي) وأوليج دويف (شيشاني).[1]

## العلاقات مع القاعدة
لقد حافظت إيران وتنظيم القاعدة على علاقة معقدة وسرية منذ أوائل تسعينيات القرن العشرين. وفي البداية، كان هذا يشمل تدريب عناصر القاعدة في إيران وسهل البقاع في لبنان. وفي أعقاب الغزو الأميركي لأفغانستان عام 2001، وفرت إيران ملجأ لأعضاء القاعدة الفارين، بمن في ذلك كبار القادة وأسرهم. ومن الجدير بالذكر أن سيف العدل، وهو أحد كبار الشخصيات في تنظيم القاعدة المتهم بتفجيرات السفارتين الأميركيتين في أفريقيا عام 1998، كان يقيم في إيران تحت حماية الحرس الثوري الإسلامي.    ويؤكد هذا الترتيب على التحالف البراجماتي الذي يتجاوز الاختلافات الإيديولوجية، ويسمح لتنظيم القاعدة بالعمل داخل الأراضي الإيرانية. وعلاوة على ذلك، تشير التقارير الأخيرة إلى أن الحرس الثوري الإيراني، وخاصة الوحدة 400 من قوة القدس، يعاون مع تنظيم القاعدة لتجنيد مواطنين أفغان لتنفيذ مهام انتحارية تستهدف الإسرائيليين. ويسلط هذا التعاون المستمر الضوء على تقارب المصالح بين الجهتين، حيث تستغل إيران قدرات تنظيم القاعدة لتحقيق أهدافها الاستراتيجية ضد الخصوم المشتركين.

## حوادث بارزة
- مؤامرة بانكوك 2012: مرتبطة بماجد علوي وحامد عبداللهي، تهدف هذه العملية إلى اغتيال دبلوماسيين إسرائيليين.[1]
- محاولة اغتيال السفير السعودي في واشنطن: شملت منصور أربابسيار، وهو أمريكي من أصل إيراني حاول توظيف عصابة مخدرات مكسيكية (عملاء مكتب التحقيقات الفيدرالي دون علمهم) لتنفيذ الهجوم على السفير السعودي عادل الجبير في واشنطن العاصمة.[1]

## الدور الاستراتيجي
وتجسد الوحدة 400 استراتيجية إيران المتمثلة في فرض القوة من خلال شبكات الوكلاء والعمليات السرية، مما يؤدي في كثير من الأحيان إلى تصعيد التوترات مع الخصوم الغربيين. وتخضع أنشطتها لسيطرة مشددة من جانب القيادة الإيرانية، مما يعكس التزام النظام بالحرب غير المتكافئة.